# Xanthopastis timais
Xanthopastis timais är en fjärilsart som beskrevs av Pieter Cramer 1782. Xanthopastis timais ingår i släktet Xanthopastis och familjen nattflyn. Inga underarter finns listade i Catalogue of Life.

## Bildgalleri

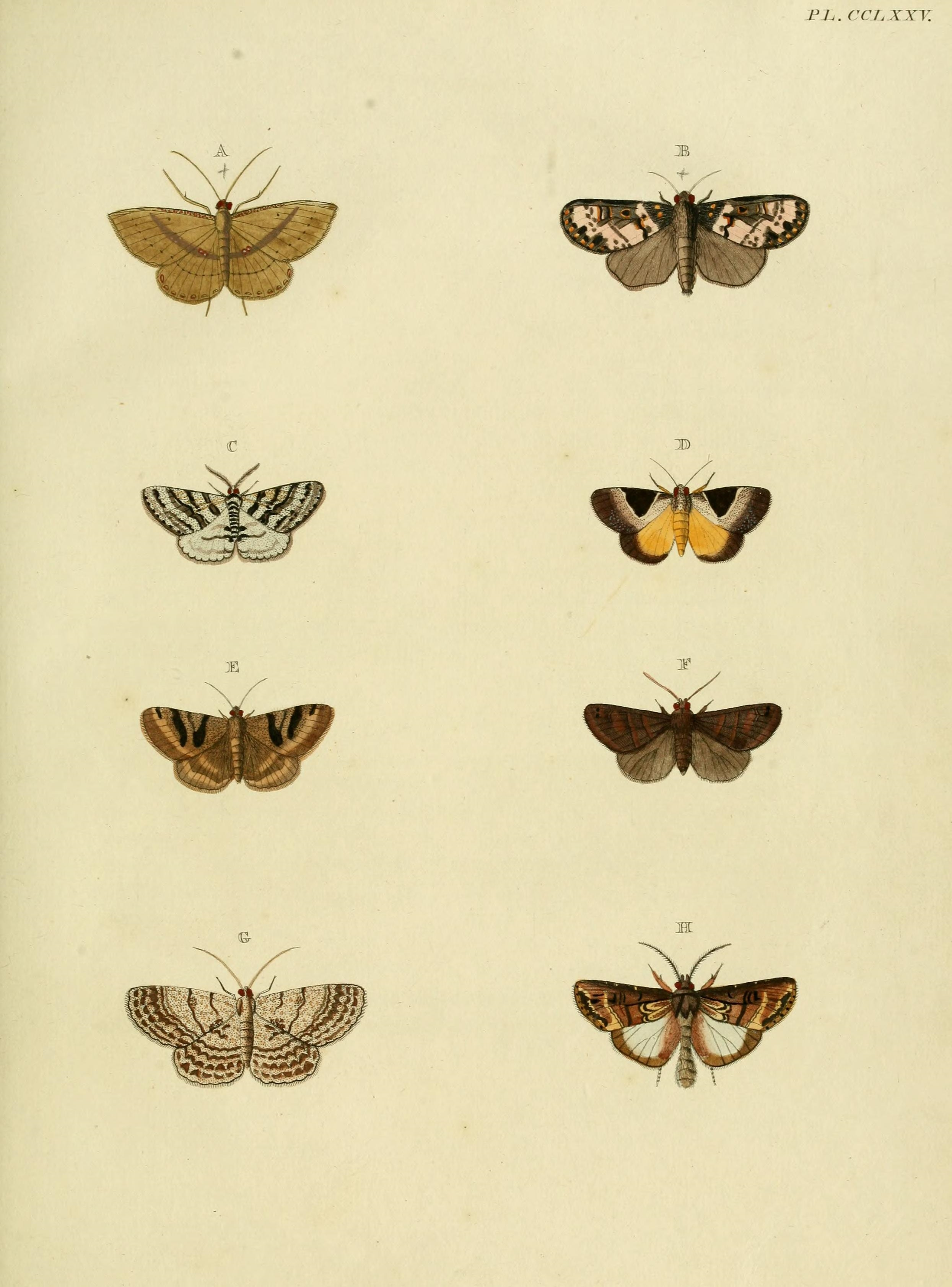
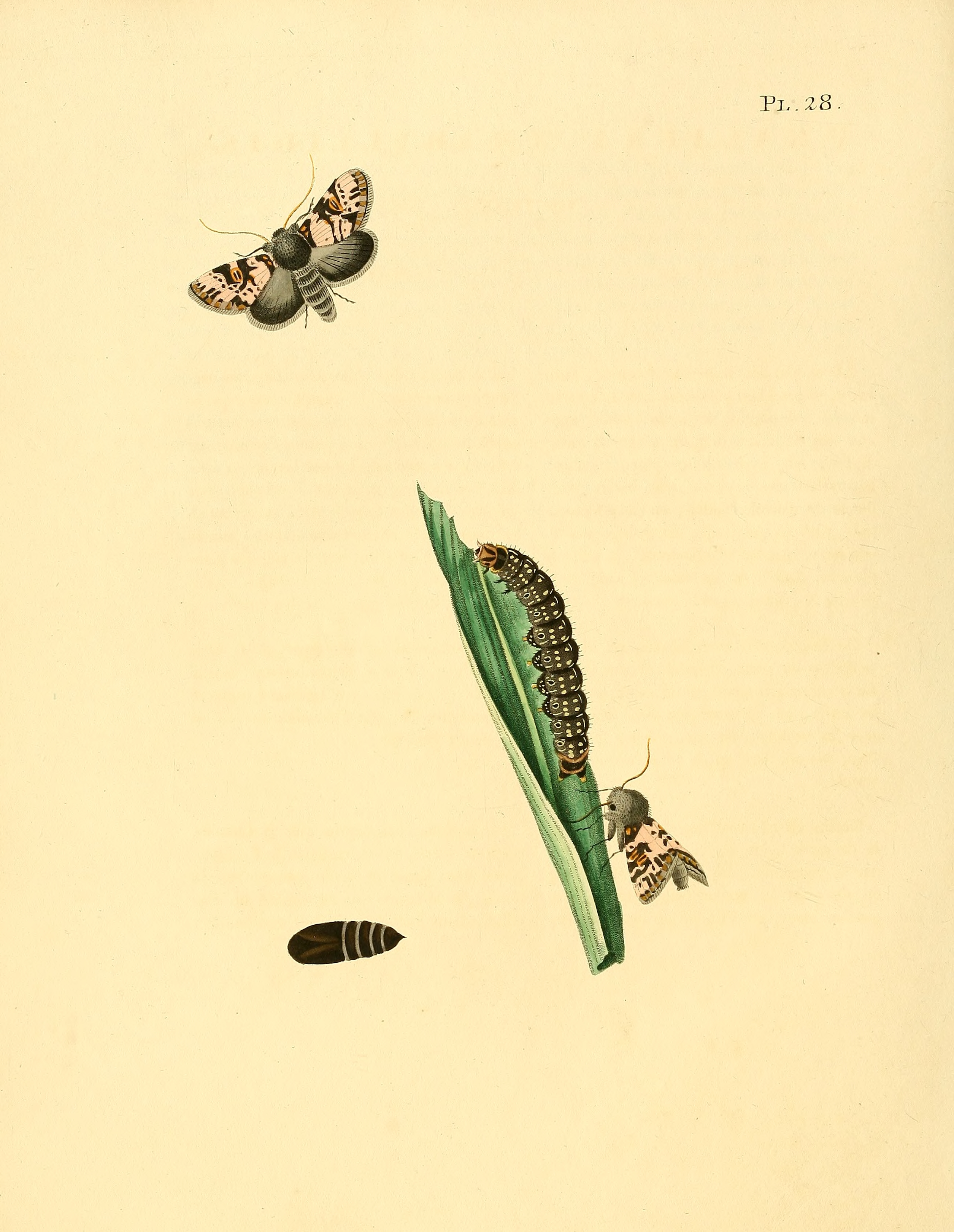
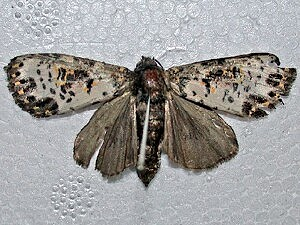